# Felix Brenner (Künstler)
Felix Brenner (* 28. Dezember 1955 in Basel) ist ein Schweizer Lithograf, Maler, Fotograf und Videokünstler, der sich der Art brut zurechnen lässt.

## Leben
Felix Brenner wuchs in kleinbürgerlichen Verhältnissen in Basel auf. Er brach mit dreizehn Jahren die Schule ab und verliess erstmals sein Elternhaus. In der Folge war er in der Zürcher Hippie-Szene aktiv, lebte unter anderem in der «Kommune H9», in Wohngemeinschaften, Erziehungsheimen und kam ins Gefängnis, unter anderem in das Basler Gefängnis Lohnhof. Parallel zu Drogenerfahrungen und Haftaufenthalten besuchte er ab etwa 1980 bis 1986 Kurse in der Grafikfachklasse für Lithografie der Schule für Gestaltung Basel bei Kurt Meier.

Felix Brenner (1988)

1987 erhielt Brenner ein Kunststipendium und einen mehrmonatigen Atelieraufenthalt in New York mit Ausstellung im dortigen Swiss Institute. Später folgten Aufenthalte in den Psychiatrischen Kliniken Basel und der Psychiatrischen Klinik Münsterlingen. Er gründete 1987 die Kunst- und Politikbewegung «Blauer Planet», mit der er für das Stadtparlament Basel kandidierte, engagierte sich in der ab 1985 bestehenden alternativen Kulturbewegung Alte Stadtgärtnerei auf dem Gelände des späteren St. Johanns-Parks, die als illegale Besetzung im Juli 1988 polizeilich geräumt wurde, und war ein fester Bestandteil der alternativen Kulturszene in Basel.
Anfang der neunziger Jahre verliess Brenner Basel und richtete sich in einem kleinen Dorf im Jura ein baufälliges Haus her, in dem er sich ein Atelier einrichtete. Mit dem Erlös aus ersten Ausstellungen kaufte er zwei Druckpressen für seine druckgrafischen Arbeiten, mehrfarbigen Radierungen, Lithografien und die experimentellen Arbeit zur Verbindung von Fotografie und traditionellen Drucktechniken. Um an seiner Psüchodelischen Dr. Arbeit zu arbeiten, legte er ausserdem seine erste ethnobotanische Gärtnerei an, in der er Cannabissorten, Pilze und Kakteen züchtete, die halluzinogene Stoffe enthalten. Dazu hielt er seine im Selbstversuch gewonnenen Erfahrungen über die Wirkung von psychotropen Substanzen schriftlich fest. Er interessierte sich auch für botanische Pflanzversuche mit Alpenkräutern, die er zeichnete, beschrieb und seine Erkenntnisse druckte. Geplant hatte er, später möglicherweise den Anbau kommerziell nutzen zu können und seine Psüchodelische Dr. Arbeit zu vertreiben. Nachdem er zunehmend sein dortiges Leben als angsterregend empfunden hatte, verbrannte er seine Werke, machte die Druckpressen unbrauchbar und flüchtete zusammen mit seiner Berner Sennenhündin «La Pomme» nach Basel und danach nach Holland, wo er aus unbekannten Gründen in Amsterdam einen Asylantrag stellte, woraufhin er ausgewiesen wurde.
Nach seiner Rückkehr bezog Brenner im Herbst 2001 in der Ostschweiz für einige Wochen einen Wohnwagen auf einem anthroposophischen Bauernhof im Thurgau, bevor er sich in einer kleinen Wohnung in Altnau niederliess, begleitet von seinem Hund. Er nahm das Malen und Zeichnen wieder auf und führte seine Pflanzenexperimente mit Kakteen- und Kräuterzüchtungen fort. Die Wände seiner Wohnung bedeckte er mit seinen Pflanzenzeichnungen und mit Dokumentationsmaterial und Fotos aus dem Jura. Die Ergebnisse seiner Studien fasst er schriftlich zusammen, über botanische Zuchterfolge, Wirkung der Kräuter bis zur Entstehungsgeschichte seiner Bilder. Er betreibt seine Lithografie- und Radierwerkstatt mit einer über 150 Jahre alte Druckpresse in zwei umgenutzten Garagen, veranstaltet Ausstellungen und ist Teil der Dorfgemeinschaft.

## Werk
Felix Brenner arbeitet mit unterschiedlichen künstlerischen Techniken. Er fertigt Lithografien und Radierungen im Klein- und Grossformat, malt, zeichnet, fotografiert und produziert Videos. Die Themen seines Werkes reichen von ethnobotanischen Studien bis zu Bildern, die einen engen Bezug zu seiner persönlichen Biografie haben. Er kreiert detailreiche grossformatige Werke. Einige Motive verwendet er wiederholt und setzt sie in wechselnde Beziehung zueinander.
1985 stellte er die 32-teilige Grafikmappe Meleril, Liebeshuldiegun an die Psuchopfarmika (gemeint war: Melleril, Liebeshuldigung an die Psychopharmaka) fertig, in der er sein «Leiden an der institutionalisierten Psychiatrie beweint». In seiner zweiten Grafikmappe Wann werd’ ich endlich frei? von 1989 setzte er sich mit Haft, Richtern, Gefängnissen, Erziehungsanstalten und den institutionalisierten Zwangserziehern auseinander.
Während Brenners Zeit im Jura entstanden Anfang der neunziger Jahre einzelne wandfüllende, gezeichnete, stark farbig gehaltene und komplex verschachtelte Raumkompositionen. Nur zwei dieser Arbeiten sind erhalten. Auch nach seinem Umzug nach Altnau 2001 hält er seine Eindrücke vor Ort auf wandfüllenden Bildern fest, wie den Wohnwagen, Architekturdetails, Innenräume und banale Alltagsgegenstände, den Blick aus seiner Wohnung oder auf verschiedene Gebäude aus dem Dorf, Landschaften und Ansichten aus Frauenfeld oder die Kartause Ittingen. Auch die Menschen in seinem Leben, Nachbarn und Tiere aus dem Dorf und sein Hund finden sich in seinen Bildern wieder. Auch wenn er seine Werke in Rauschzuständen malt, sind diese sorgfältig und bewusst komponiert. Dazu projiziert er ausgewählte Motive an eine Wand, macht eine Vorzeichnung mit Bleistift, die er mit Tusche nachzieht und dann farbig gestaltet.
Ethnobotanische Studien betreibt Brenner bereits seit 1989. Die Pflanzen zeichnet er mit Bleistift, Tinte, Tusche, Farbstiften und Kugelschreiber auf Papier und ergänzt durch schriftliche Erläuterungen seine Recherchen und Ergebnisse der Experimente.

## Auszeichnungen und Stipendien (Auswahl)
- 1986: Kunstkredit Basel-Stadt[12]
- 1987: Stipendium des Swiss Institute (SI) für einen Studienaufenthalt in New York
- 2007: Förderbeitrag Mediaproject des Bundesamtes für Kultur
- 2014: Kunstkredit Basel-Stadt
- 2017: Altnauer Medaille der Stadt Altnau[13] und Aufnahme in das «Who is Who im Thurgau»[8]
- 2018: mit 25'000 Schweizer Franken dotierter Förderpreis für Kulturschaffende des Kantons Thurgau[7][8]
- Kunststipendium des Kantons Basel[4][5]
- 2021: Zweiter Preis des Euward 8[3]

## Ausstellungen (Auswahl)
- 1985: Schule für Gestaltung Basel[2]
- 1988: Seedamm-Kulturzentrum, Pfäffikon[14]
- 1988: Installation zum Tod der Alten Stadtgärtnerei im Rahmen der Weihnachtsausstellung der Basler Künstler, Kunsthalle Basel
- 1994: Psüchodelische Dr. Arbeit. Open art museum, St. Gallen[15]
- 2003: Boxenstopp. Eingriff 1. Kunstmuseum Thurgau[10]
- 2004: Im Labor des Glücks. Kunsthaus Baselland, Muttenz[16]
- 2005: Wirgen und Wergen von Felix Brenner. Bernerhaus, Kunstverein Frauenfeld[4]
- 2006: kratiefes caos. Kulturpunkt im Walzwerk, Münchenstein[14]
- 2008: Glanz und Elend von Heimat und Mundart in der Reihe Grenzgänge 2008. Psychiatrische Klinik Münsterlingen[17]
- 2014: Galerie Boesner, Münchwilen[18]
- 2014/2015: Gartenträume – Traumgärten. Kartause Ittingen, Warth[11][19]
- 2016: Im Rausch. Zwischen Höhenflug und Absturz. Kunstmuseum Thurgau[20]
- 2017: Voyage, voyage! Über das Reisen in der Kunst. Kunstmuseum Olten[21]
- 2018: Backstage. Highlights und Neuentdecktes aus 30 Jahren. Open art museum, St. Gallen[22]
- 2021: Felix Brenner, Andreas Maus, Kar Hang Mui. euward8. Haus der Kunst, München[3]
- 2022: Videoperformance aus vier Kurzvideos. Gemeinschaftsarbeit Felix Brenner, Michael Stauffer, Kunstmuseum Thurgau[23]